# The Trail of the Lonesome Pine
The Trail of the Lonesome Pine es una película romántica dirigida por Henry Hathaway en 1936 basada en la novela homónima de John Fox, Jr., y protagonizada por Fred MacMurray, Sylvia Sidney y Henry Fonda.
La película incluye la canción A Melody from the Sky —compuesta por Louis Alter con letra de Sidney Mitchell— que fue nominada al premio Óscar a la mejor canción original de dicho año 1936, junto a otras cinco canciones, premio que finalmente le fue otorgado a The Way You Look Tonight que cantaba Fred Astaire en la película Swing Time.